# Formentera
Formentera är en spansk ö i Medelhavet. Den ligger omedelbart söder om Ibiza och är den näst största av Pityuserna. Den utmärker sig genom att till skillnad från övriga Balearerna vara helt platt, vilket gör den cykelvänlig. Ön nås via färja från Ibiza, den största staden på ön med samma namn. Formentera har ingen flygplats, utan enbart båtkommunikation med omvärlden. 
Formentera är 83,24 km² stor. Invånarantalet är 11 389 (2024), vilket gör Formentera till Balearernas fjärde största ö både till yta och befolkning. Befolkningen är, i likhet med den på Ibiza, relativt utspridd.

## Administration
Formentera utgör administrativt en egen kommun som omfattar huvudön och har samma namn, samt de närliggande mindre öarna Espalmador och s'Espardell.